# روبرت سكوت (مهندس)
روبرت سكوت (بالإنجليزية: Robert Julian Scott)‏ هو مهندس نيوزيلندي، ولد في 14 سبتمبر 1861، وتوفي في 1930.